# Xylophaga siebenalleri
Xylophaga siebenalleri is een tweekleppigensoort uit de familie van de Pholadidae. De wetenschappelijke naam van de soort is voor het eerst geldig gepubliceerd in 2009 door Voight.